# Pareuptychia butleri
Pareuptychia butleri är en fjärilsart som beskrevs av William Lucas Distant 1876. Pareuptychia butleri ingår i släktet Pareuptychia och familjen praktfjärilar. Inga underarter finns listade i Catalogue of Life.